# John Narváez
John William Narváez Arroyo (Esmeraldas, 12 giugno 1991) è un calciatore ecuadoriano, difensore dell'ADT.

## Carriera

### Club
La sua carriera da calciatore professionista inizia nel 2009, esattamente il 19 luglio, quando debutta in prima squadra, dopo aver militato per diversi anni nelle giovanili del Deportivo Cuenca, nel match contro l'LDU Quito terminato con il risultato di parità (2-2). Segna la sua prima rete in carriera il 28 febbraio 2010 nel match vinto contro l'Independiente.
Il 7 gennaio 2012, a causa del mancato rinnovo con la società di Cuenca, viene acquistato dall'El Nacional dopo aver firmato un contratto annuale.

### Nazionale
Nel 2011, con l'Under-20, prende parte sia al campionato mondiale di calcio Under-20 organizzato in Colombia, sia al campionato sudamericano di calcio Under-20 tenutosi in Perù.

## Statistiche

### Presenze e reti nei club
Statistiche aggiornate al 7 gennaio 2012.
| Stagione                | Squadra                 | Campionato              | Campionato | Campionato | Coppe nazionali | Coppe nazionali | Coppe nazionali | Coppe continentali | Coppe continentali | Coppe continentali | Altre coppe | Altre coppe | Altre coppe | Totale | Totale |
| Stagione                | Squadra                 | Comp                    | Pres       | Reti       | Comp            | Pres            | Reti            | Comp               | Pres               | Reti               | Comp        | Pres        | Reti        | Pres   | Reti   |
| ----------------------- | ----------------------- | ----------------------- | ---------- | ---------- | --------------- | --------------- | --------------- | ------------------ | ------------------ | ------------------ | ----------- | ----------- | ----------- | ------ | ------ |
| 2009-2010               | Deportivo Cuenca        | A                       | 19         | 0          | -               | 0               | 0               | CL                 | 4                  | 0                  | -           | 0           | 0           | 23     | 0      |
| 2010-2011               | Deportivo Cuenca        | A                       | 25         | 1          | -               | 0               | 0               | -                  | 0                  | 0                  | -           | 0           | 0           | 25     | 1      |
| 2011-2012               | Deportivo Cuenca        | A                       | 12         | 0          | -               | 0               | 0               | -                  | 0                  | 0                  | -           | 0           | 0           | 12     | 0      |
| Totale Deportivo Cuenca | Totale Deportivo Cuenca | Totale Deportivo Cuenca | 56         | 1          |                 | 0               | 0               |                    | 4                  | 0                  |             |             |             | 60     | 1      |
| gen. 2011-2012          | El Nacional             | A                       | 12         | 0          | -               | 0               | 0               | -                  | 0                  | 0                  | -           | 0           | 0           | 12     | 0      |
| Totale carriera         | Totale carriera         | Totale carriera         | 68         | 1          |                 | 0               | 0               |                    | 4                  | 0                  |             | 0           | 0           | 72     | 1      |